# Алейський
Але́йський (рос. Алейский) — селище у складі Алейського району Алтайського краю, Росія. Адміністративний центр Алейської сільської ради.

## Населення
Населення — 785 осіб (2010; 795 у 2002).
Національний склад (станом на 2002 рік):
- росіяни — 82 %